# Ivan Osiier
Ivan Joseph Martin Osiier (født 16. december 1888 i København, død 23. september 1965 i København) var en dansk læge og fægter.

## Fægtning
Osiier begyndte sit sportsliv som roer i roklubben Skjold.
Som fægter blev han elev af den franske fægtemester Leonce Mahaut. Han var med til at stifte Fægteklubben af 1907, Akademisk Idrætsforening (1913) og Akademisk Fægteklub (1930), som han var formand for i de første otte år, og som han blev æresmedlem af i 1931.
Han vandt i perioden 1913-1929 danmarksmesterskabet 25 gange, heraf 10 gange på fleuret, 5 gange på kårde og 10 gange på sabel. Efter sin 25. individuelle DM-titel i 1929 afstod han fra at stille op ved flere danske mesterskaber.
Osiier deltog ved OL syv gange mellem 1908 og 1948, og vandt OL-sølv i kårde 1912. Som jøde meldte han fra til OL i Berlin i 1936 i protest mod jødeforfølgelserne i Tyskland.
Osiier blev hædret med den internationale olympiske komité’s æresdiplom til OL-deltagere, der har været med over et 40-årigt forløb. Kun fire idrætsudøvere har modtaget dette diplom, blandt dem to danskere. Den anden dansker er Paul Elvstrøm; de to andre er Magnus Konow fra Norge og Duncan Knowles fra Bahamas.

Osiier blev VM-sølvvinder på sabel i 1926.

## Lægevirksomhed
Osiier blev student fra Borgerdydskolen i 1907, medicinsk kandidat fra Københavns Universitet i 1915 og var fra 1919 almenpraktiserende læge i København.

## Privatliv
Osiier var søn af grosserer Martin Moses Meyer Osiier (1861-1933) (1865-1922) og Hanne Henriette Ruben og blev gift 2. maj 1919 med Ellen Osiier, som vandt OL 1924 i fleuret. Han er sammen med Ellen Osiier begravet på Bispebjerg Kirkegård.